# 野口青華
野口 青華（のぐち せいか、生没年不詳）は、明治時代から大正時代にかけての女流日本画家。

## 来歴
鏑木清方の門人。大正4年（1915年）の第1回同展に「襟店」を、大正5年（1916年）の第2回同展に「船を待つ人」、「お相手」を出品している。